# Boyhood Days (film 1923)
Boyhood Days è un cortometraggio muto del 1923 scritto e diretto da Harry Edwards.

## Produzione
Il film fu prodotto dalla Century Film.

## Distribuzione
Distribuito dall'Universal Film Manufacturing Company, il film - un cortometraggio in due bobine - uscì nelle sale cinematografiche statunitensi il 7 febbraio 1923.